# Кампос, Хосе Антонио
Хосе Антонио Кампос (10 марта 1868, Гуаякиль — 23 июня 1939, там же) — эквадорский писатель, преподаватель и журналист. Публиковал литературные произведения под своим именем, а в газетах публиковался под псевдонимом «Jack the Ripper».

## Биография
Учился в Колледже Сан-Висенте дель Гуаяс, окончил его в 1885 году и в том же году, в возрасте 17 лет, нанялся на чилийский военный корабль «Пилькомайо», где служил более шести месяцев. По возвращении в Гуаякиль женился на Мерседес Марии Морлас.
Начал карьеру журналиста с 1887 года, основав юмористический еженедельник «Marranillo».
В 1888 году поступил на работу в редакцию «Ежедневных объявлений», где публиковался вплоть до Большого пожара в Гуаякиле в 1896 году, когда сгорело всё оборудование газеты. Позднее публиковался в десятке других газет и журналов.
Опубликовал роман «Две любви» в 1899 году. За ним в 1904 вышли «Галапагосские преступления» и «Хроника великого пожара в Гуаякиль в 1869 году». В 1906—1907 году опубликовал «Катодные лучи и блуждающие огни», сборник своих лучших статей и юмористических рассказов из разных газет в 2 томах. В 1920 году он опубликовал роман «Свободная Америка».